# Caguas, Puerto Rico
Caguas este un oraș în Puerto Rico. Este, de asemenea, cunoscut sub numele de La Ciudad Del Turabo (Orașul Turabo), La Ciudad Criolla (Orașul Creolilor) și El Corazón de Boriquén (Inima Boriquénilor).

## Istoric
Caguas a fost fondat în ianuarie 1775 și a fost numit în acel timp „San Sebastián del Piñal de Caguax”.

## Poziție geografică
Caguas este așezat pe râurile Cagüitas, Turabo, Bairoa, Cañas, Grande de Loíza și Cañabonsito. Localitatea este situată în centrul de est al insulei, la aproximativ 40 km sud de capitala San Juan și la 40 km nord de orașul-port Guayama.

## Personalități ale orașului
- José Ignacio Quintón (1881–1925), compozitor și pianist
- Concha Meléndez (1895–1983), poetă, scriitoare și profesor universitar
- Felipe Rodríguez (1926–1999), cântăreț de bolero
- Miguel Cotto (n. 1980), boxer
- Ana Isabelle (n 1986), cântăreață, actriță și dansatoare
- Francisco Lindor (n. 1993), jucător de baseball